# Zdzisław Bubnicki
Zdzisław Bubnicki (ur. 17 czerwca 1938 we Lwowie, zm. 12 marca 2006 we Wrocławiu) – polski naukowiec, specjalista w zakresie automatyki, informatyki i robotyki. W znacznym stopniu przyczynił się do rozwinięcia następujących zagadnień: teoria sterowania i decyzji, identyfikacja, rozpoznawanie, systemy ekspertowe i systemy z reprezentacją wiedzy, kompleksy operacji oraz podstawy i metodyka systemów informatycznych.

## Kariera naukowa
Dyplom magistra inżyniera o stosunkowo młodej wówczas specjalności automatyka i telemechanika otrzymał w 1960 na Wydziale Elektrycznym Politechniki Śląskiej. Od 1962 roku pracował na Politechnice Wrocławskiej, gdzie w 1964 uzyskał stopień doktora nauk technicznych za pracę pt. Dynamika cyfrowych układów automatycznej regulacji z taktem zewnętrznym, a w 1967 stopień doktora habilitowanego. W 1973 otrzymał tytuł prof. nadzwyczajnego a w 1979 prof. zwyczajnego. Był wieloletnim dyrektorem ISTS - Instytutu Sterowania i Techniki Systemów, który funkcjonował jako instytut międzywydziałowy na Wydziałach Elektroniki oraz Informatyki i Zarządzania Politechniki Wrocławskiej (ISTS od 1998 związany jest wyłącznie z Wydziałem Informatyki i Zarządzania, a od 2004 r. nosi nazwę Instytutu Informatyki Technicznej). Od 1985 r. członek korespondent, później członek rzeczywisty PAN (od 1994), przewodniczący Komitetu Automatyki i Robotyki PAN, w latach 1992-1998 prezes Oddziału Wrocławskiego PAN, w okresie 1991-1998 był członkiem Prezydium PAN.
Profesor Bubnicki wypromował 44 doktorów, z których 16 zajmuje obecnie stanowiska profesorskie. Rezultaty jego pracy naukowej zwłaszcza dotyczące teorii zmiennych niepewnych i jej zastosowań do sterowania, zarządzania i diagnostyki na trwałe weszły do światowego dorobku w omawianej dziedzinie. Efekty pracy naukowej zostały przedstawione w przeszło 250 publikacjach oraz 8 książkach. Profesor Z. Bubnicki otrzymał wiele wyróżnień oraz odznaczeń krajowych i zagranicznych, m.in. Krzyż Kawalerski i Krzyż Oficerski Orderu Odrodzenia Polski, medal IFIP. Doktor honoris causa Politechniki Szczecińskiej, Poznańskiej oraz Wojskowej Akademii Technicznej.

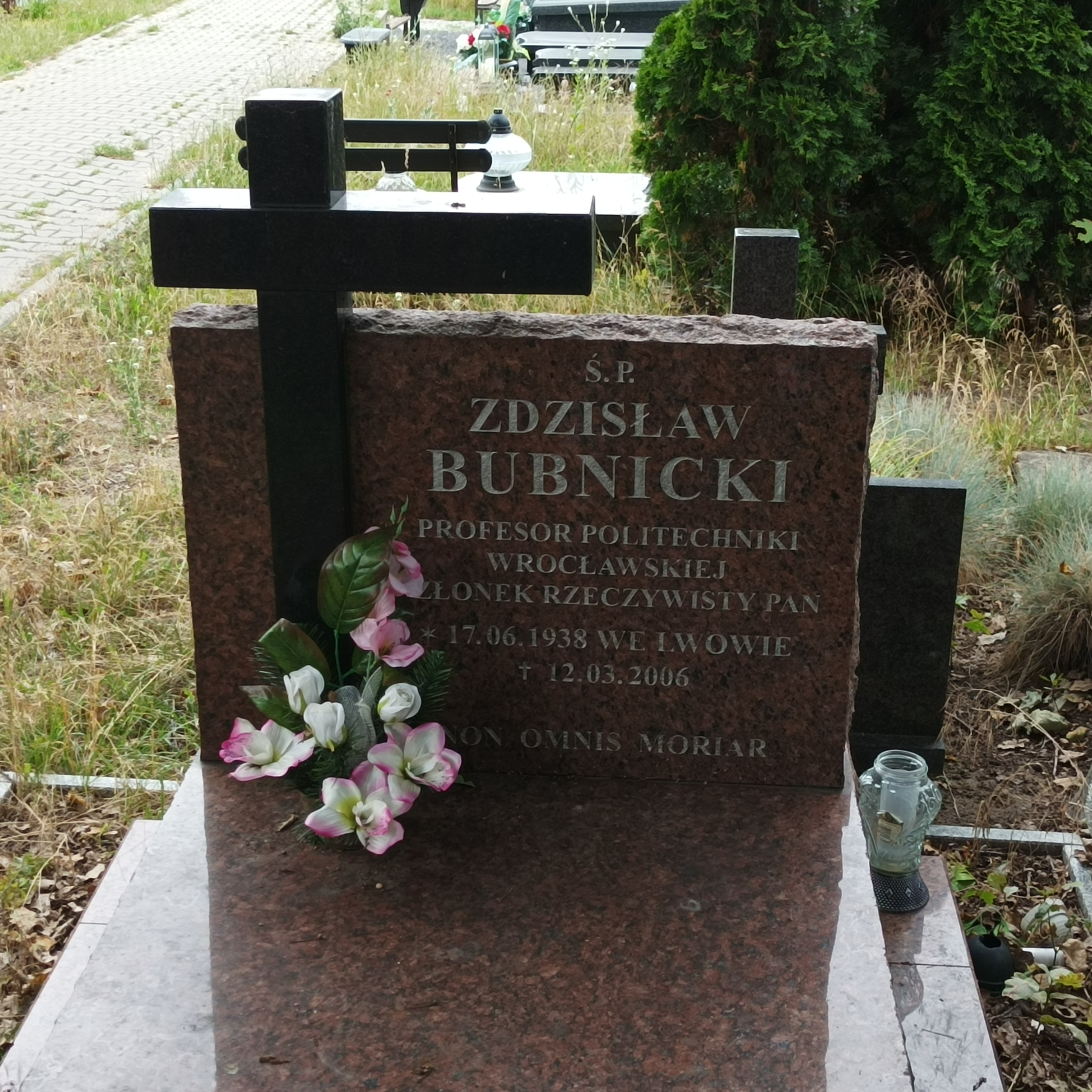
Grób prof. Zdzisława Bubnickiego na Cmentarzu Świętej Rodziny we Wrocławiu

## Wybrane publikacje
1. "Identyfikacja obiektów sterowania", PWN, Warszawa, 1974
2. "Identification of Control Plants", Elsevier, Amsterdam-Oxford-New York, 1980
3. "Wstęp do systemów ekspertowych", PWN, Warszawa, 1990
4. "Podstawy informatycznych systemów zarządzania", Wydawnictwo Politechniki Wrocławskiej, Wrocław, 1993
5. "Uncertain Logics, Variables and Systems", Springer-Verlag, Berlin, 2002
6. "Analysis and Decision Making in Uncertain Systems", Springer-Verlag, Londyn, 2004
7. "Teoria i algorytmy sterowania", PWN, Warszawa 2002, 2005
8. "Modern Control Theory", Springer-Verlag, Berlin, 2005